# Au-delà du désir
Pour plus de détails, voir Fiche technique et Distribution.
Au-delà du désir (Delirio caldo) est un giallo italien écrit et réalisé par Renato Polselli, sorti en 1972.
En France, ce film fut frappé d'interdiction totale en 1972 avant d'être classé X pour pornographie en 1975.

## Synopsis
Herbert Lyutak est un psychologue spécialisé dans le domaine de la criminologie, et de ce fait il collabore régulièrement avec la police. Mais ce dernier est également un tueur en série amateur de jeunes femmes. Il vient de commettre son septième crime en l'espace d'un an. Impuissant avec son épouse Marzia, il retrouve sa virilité à travers ses pulsions sadiques qui le poussent à commettre des crimes. Frigide et vierge, Marzia trouve du réconfort dans les bras de son amie lesbienne Joaquine et sa bonne. Pourtant, l'étau se resserre autour de son mari. En fouillant dans ses affaires, Marzia découvre un linge taché de sang, confirmant ce qu'elle avait deviné : il est un meurtrier. Quant à lui, alors qu'il seconde la police sur les meurtres qu'il a lui-même commis, un témoin le met en danger. Le patron d'un rade au juke-box, dans lequel Lyutak a fait connaissance avec sa dernière victime avant de partir avec elle, vient témoigner et assure que le psychiatre lui a proposé de la conduire chez elle. Désormais suspect, il est serré par ses collègues policiers. Mais, très vite, un nouveau meurtre va le sortir de cette mauvaise posture. Une jeune femme est retrouvée étranglée dans une cabine téléphonique. Possédant un alibi en béton, puisqu'il était en compagnie des policiers au moment du meurtre, Lyutak décide de mener sa propre enquête pour démasquer le deuxième tueur qui s'inspire de son modus operandi pour assassiner ses victimes. Pendant ce temps, une indic de la police, Dorothée Heindrich, retrouve un couteau appartenant Lyutak mais elle est sauvagement tuée lors d'un jeu sado-masochiste...

## Fiche technique
- Titre original : Delirio caldo
- Titre français : Au-delà du désir ou Le Sexe en délire[2]
- Réalisation et scénario : Renato Polselli (sous le nom de « Ralph Brown »)
- Montage : Otello Colangeli
- Musique : Gian Franco Reverberi
- Photographie : Ugo Brunelli
- Sociétés de production : Cinamerica International et G.R.P. Cinematografica
- Pays d'origine :  Italie
- Langue originale : italien
- Format : couleur
- Genre : giallo
- Durée : 102 minutes
- Date de sortie : 
  - Italie : 5 juin 1972
  - France : 18 février 1976[2]

## Distribution
- Mickey Hargitay : Herbert Lyutak
- Rita Calderoni : Marzia Lyutak
- Raul Lovecchio : inspecteur Edwards
- Carmen Young : Bonita
- Christa Barrymore : Joaquine
- Tano Cimarosa : John Lacey
- Marcello Bonini Olas : le barmaid
- Katia Cardinali : Dorothée Heindrich
- William Darni : Willy
- Stefania Fassio : la première victime
- Stefano Oppedisano : le journaliste
- Cristina Perrier : Laurel
- Max Dorian : Richard